# 圣拉德贡德 (阿韦龙省)
圣拉德贡德（法語：Sainte-Radegonde，法語發音：[sɛ̃t ʁadɡɔ̃d]）是法国阿韦龙省的一个市镇，属于罗德兹区。该市镇2009年时的人口为1,756人。

## 人口
圣拉德贡德人口变化图示
| 数据来源：INSEE |